# Hermien (Harreveld)
De molen Hermien staat aan de Varsseveldseweg nr. 88 in Harreveld, in de Achterhoek (provincie Gelderland). De molen staat op een terrein dat deel uitmaakte van de goederen onder kasteel Harreveld. Dit was in de 18e eeuw in bezit van Johanna Magdalena Catharina Judith, freule van Dorth, die in 1799 wegens haar orangistische activiteiten door de patriotten in Winterswijk werd geëxecuteerd. Haar bezittingen kwamen bij gerechtelijke verkoop in handen van J.J.S. van Raesfelt, geneesheer in Bocholt. Deze liet in 1819 de molen bouwen. Zijn kleindochter, Bernardine de Both, schonk in 1900 al haar bezittingen, inclusief de molen, bij testament aan de Rooms-katholieke parochie van Harreveld. Deze verkocht het in 1926 aan  de molenaar G.J. Wolterink. Zijn weduwe nam het in de jaren 1937 tot 1951 over en ten slotte werd haar zoon J.J. Wolterink tot 1974 de molenaar. 
Door een asbreuk op 23 maart 1981 werd het wiekenkruis vernield en was er een grondige restauratie nodig. De nieuwe bovenas is afkomstig van de in 1971 ontmantelde molen Het Hert te Rhoon. Tijdens deze restauratie zijn enkele zaken aan de wieken veranderd, zoals bredere borden en smallere hekken. Op deze manier kon er eerder zonder zeilen gedraaid worden.
De beltkorenmolen Hermien, vernoemd naar de vrouw van de laatste molenaar, staat op een heuvel van 2,75 meter hoog. De romp van de molen is van hout, achtkantig en bedekt met eikenhouten schaliën. Zes van de eikenhouten achtkantstijlen zijn nog origineel uit 1819. De wieken hebben een vlucht van 24,18 meter en zijn oudhollands opgehekt. De landschappelijke waarde is zeer groot, mede omdat de molen langs de drukbereden N18 staat. De molen is eigendom van de Stichting Instandhouding Beltkorenmolen Hermien. De molen wordt beheerd door vrijwillige molenaars en is geopend voor bezoekers. Er is nog een steenkoppel aanwezig en ter demonstratie wordt geregeld met veevoer gemalen.